# Panteón de Infantes
Il Panteón de Infantes del Monastero dell'Escorial si trova allo stesso livello della Cripta Reale, ma sotto l'area del convento.
Completato nel 1888, è destinato a principi, infanti, e regine che sono state madri di re. Con pareti e pavimenti di marmo bianco, è degna di nota la tomba dell'infante don Giovanni d'Austria, progettata da Ponziano Ponzano e costruita da Giuseppe Galeotti.
Attualmente sono occupate 36 delle 60 nicchie totali.

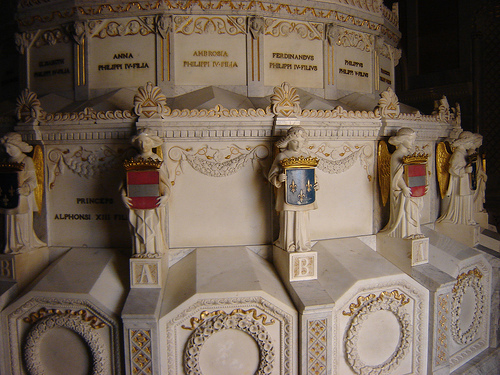
Mausoleo poligonale nella sesta camera

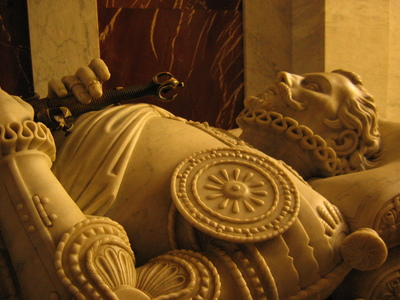
Mausoleo di don Giovanni d'Austria

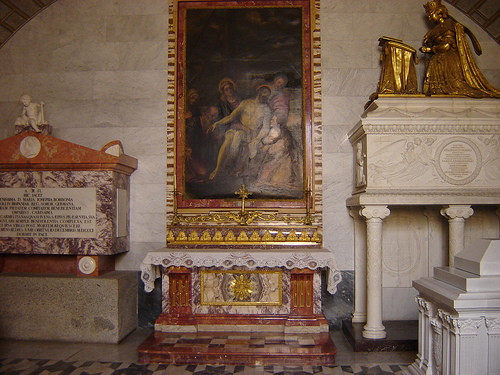
La prima camera sepolcrale

1. Ferdinando d'Austria, infante di Spagna (1529 - 1529) –  (Figlio di re Carlo I)
2. Giovanni d'Austria, infante di Spagna (20/4/1539 - 20/4/1539) –  (Figlio di Carlo I)
3. Maria Emanuela d'Aviz, Principessa del Portogallo e Principessa delle Asturie (15/10/1527 - 12/7/1545) –  (Prima moglie di Filippo II)
4. Eleonora d'Asburgo, infanta di Spagna e Regina del Portogallo (15/11/1498 - 18/2/1558) –  (Moglie di Manuele I del Portogallo)
5. Maria d'Asburgo, infanta di Spagna e Regina di Ungheria e Boemia (17/9/1505 - 18/10/1558) –  (Moglie di Luigi II d'Ungheria e Boemia)
6. Don Carlos, Principe delle Asturie (8/6/1545 - 24/7/1568) –  (Figlio di Filippo II)
7. Elisabetta di Valois, Principessa di Francia e Regina di Spagna (2/4/1545 - 3/10/1568) –  (Terza moglie di Filippo II)
8. Carlos Lorenzo d'Asburgo, infante di Spagna (12/8/1573 - 30/6/1575) –  (Figlio di Filippo II)
9. Venceslao d'Asburgo, Arciduca d'Austria (9/3/1561 - 22/9/1578) –  (Figlio dell'imperatore Massimiliano II)
10. Ferdinando d'Asburgo, Principe delle Asturie (4/12/1571 - 18/10/1578) –  (Figlio di Filippo II)
11. Don Giovanni d'Austria (24/2/1547 - 1/10/1578) –  (Figlio naturale di Carlo I)
12. Diego d'Asburgo, Principe delle Asturie (15/8/1575 - 21/11/1582) –  (Figlio di Filippo II)
13. Maria d'Asburgo, infanta di Spagna (14/2/1580 - 5/8/1583) –  (Figlia di Filippo II)
14. Maria d'Asburgo, infanta di Spagna (1/2/1603 - 1/3/1603) –  (Figlia di Filippo III)
15. Filippo Emanuele di Savoia, Principe di Piemonte (1586-1605) –  (Figlio del duca Carlo Emanuele I di Savoia)
16. Alfonso d'Asburgo, infante di Spagna (1611-1612) –  (Figlio di Filippo III)
17. Margherita d'Asburgo, infanta di Spagna (1610-1617) –  (Figlia di Filippo III)
18. Maria Margarita d'Asburgo, infanta di Spagna (14/8/1621 - 15/8/1621) –  (Figlia di Filippo IV)
19. Margarita Maria Catalina d'Asburgo, infanta di Spagna (25/11/1623 - 22/12/1623) –  (Figlia di Filippo IV)
20. Emanuele Filiberto di Savoia, Principe di Savoia (1588-1624) –  (Figlio del duca Carlo Emanuele I di Savoia)
21. Carlo d'Asburgo, Arciduca d'Austria (7/8/1590 - 28/12/1624) –  (Figlio di Carlo II d'Austria)
22. Maria Eugenia d'Asburgo, infanta di Spagna (21/11/1625 - 21/7/1627) –  (Figlia di Filippo IV)
23. Isabella Maria Teresa d'Asburgo, infanta di Spagna (31/10/1627 - 1/11/1627) –  (Figlia di Filippo IV)
24. Carlo d'Asburgo, infante di Spagna (15/9/1607 - 30/7/1632) –  (Figlio di Filippo III)
25. Francesco Ferdinando d'Austria (1627-1634) –  (Figlio naturale di Filippo IV)
26. Maria Anna Antonia d'Asburgo, infanta di Spagna (17/1/1636 - 5/12/1636) –  (Figlia di Filippo IV)
27. Ferdinando di Savoia-Carignano, Principe di Savoia (1634-1637) –  (Figlio del Principe Tommaso Francesco di Savoia)
28. Ferdinando d'Asburgo, infante di Spagna, Cardinale (16/5/1609 - 9/11/1641) –  (Figlio di Filippo III)
29. Baltasar Carlos d'Asburgo, Principe delle Asturie (17/10/1629 - 9/3/1646) –  (Figlio di Filippo IV)
30. Maria Ambrosia d'Asburgo, infanta di Spagna (5/12/1655 - 21/12/1655) –  (Figlia di Filippo IV)
31. Tommaso Carlo d'Asburgo, infante di Spagna (23/12/1658 - 22/10/1659) –  (Figlio di Filippo IV)
32. Filippo Prospero d'Asburgo, infante di Spagna (28/12/1657 - 1/11/1661) –  (Figlio di Filippo IV)
33. Don Giovanni d'Austria (7/4/1629 - 17/9/1679) –  (Figlio naturale di Filippo IV)
34. Maria Luisa di Borbone-Orléans, Principessa di Francia e Regina di Spagna (27/3/1662 - 12/2/1689) –  (Prima moglie di re Carlo II)
35. Filippo di Borbone, infante di Spagna (7/7/1709 - 8/7/1709) –  (Figlio di Filippo V)
36. Luigi Giuseppe di Borbone-Vendôme (1/7/1654 - 11/6/1712)
37. Francesco di Borbone, infante di Spagna (21/3/1717 - 21/4/1717) –  (Figlio di Filippo V)
38. Filippo Pietro di Borbone, infante di Spagna (7/7/1712 - 29/12/1719) –  (Figlio di Filippo V)
39. Maria Anna del Palatinato-Neuburg, Principessa di Neuburg e Regina di Spagna (28/10/1667 - 16/7/1740) –  (Seconda moglie di Carlo II)
40. Francesco Saverio di Borbone, infante di Spagna (17/3/1757 - 10/4/1771) –  (Figlio di Carlo III)
41. Carlo Clemente di Borbone, infante di Spagna (19/9/1771 - 7/3/1774) –  (Figlio di Carlo IV)
42. Maria Luisa di Borbone, infanta di Spagna (11/9/1777 - 2/7/1782) –  (Figlia di Carlo IV)
43. Carlo Domenico di Borbone, infante di Spagna (5/3/1780 - 11/6/1783) –  (Figlio di Carlo IV)
44. Filippo Francesco di Borbone, infante di Spagna (5/9/1783 - 18/10/1784) –  (Figlio di Carlo IV)
45. Carlo Francesco di Borbone, infante di Spagna (5/9/1783 - 11/11/1784) –  (Figlio di Carlo IV)
46. Luigi Antonio di Borbone-Spagna, infante di Spagna e Arcivescovo di Toledo (25/7/1727 - 7/8/1785) –  (Figlio di Filippo V)
47. Carlotta di Borbone, infanta di Spagna (4/11/1787 - 11/11/1787) –  (Figlia dell'infante Gabriele di Borbone-Spagna)
48. Maria Anna Vittoria di Braganza, Principessa del Portogallo, infanta di Spagna (15/12/1768 - 2/11/1788) –  (Moglie dell'infante Gabriele di Borbone-Spagna)
49. Gabriele di Borbone-Spagna, infante di Spagna (12/5/1752 - 23/11/1788) –  (Figlio di Carlo III)
50. Carlo di Borbone (28/10/1788 - 9/11/1788) –  (Figlio dell'infante Gabriele di Borbone-Spagna)
51. Filippo Maria Francesco di Borbone, infante di Spagna (28/3/1792 - 1/3/1794) –  (Figlio di Carlo IV)
52. Maria Teresa di Borbone, infanta di Spagna (16/2/1791 - 2/11/1794) –  (Figlia di Carlo IV)
53. Maria Amalia di Borbone-Spagna, infanta di Spagna (9/1/1779 - 22/7/1798) –  (Figlia di Carlo IV)
54. Maria Giuseppina di Borbone-Spagna (6/7/1744 - 8/12/1801) –  (Figlia di Carlo III)
55. Ludovico I di Borbone, Principe di Parma e re d'Etruria (5/8/1773 - 27/5/1803) –  (Marito dell'infanta Maria Luisa di Borbone-Spagna)
56. Maria Antonia di Borbone-Due Sicilie, Principessa di Napoli e Sicilia, Principessa delle Asturie (14/12/1784 - 21/5/1806) –  (Prima moglie del futuro re Ferdinando VII)
57. Antonio Pasquale di Borbone-Spagna, infante di Spagna (31/12/1755 - 20/4/1817) –  (Figlio di Carlo III)
58. Maria Isabella di Borbone, infanta di Spagna (21/8/1817 - 9/1/1818) –  (Figlia di Ferdinando VII)
59. Maria Isabella di Braganza, Principessa del Portogallo e Regina di Spagna (19/5/1797 - 26/12/1818) –  (Seconda moglie di Ferdinando VII)
60. Francesco d'Assisi Luigi di Borbone, infante di Spagna (6/5/1820 - 15/11/1821) –  (Figlio dell'infante Francesco di Paola di Borbone-Spagna, Duca di Cadice)
61. Maria Luisa di Borbone-Spagna, infanta di Spagna, Regina d'Etruria e Duchessa di Lucca (6/7/1782 - 13/3/1824) –  (Figlia di Carlo IV)
62. Maria Giuseppa Amalia di Sassonia, Principessa di Sassonia e Regina di Spagna (6/12/1803 - 17/5/1829) –  (Terza moglie di Ferdinando VII)
63. Maria Teresa di Borbone, infanta di Spagna (15/6/1828 - 3/11/1829) –  (Figlia dell'infante Francesco di Paola di Borbone-Spagna)
64. Duarte Filippo di Borbone, infante di Spagna (4/4/1826 - 22/10/1830) –  (Figlio dell'infante Francesco di Paola di Borbone-Spagna)
65. Luisa Carlotta di Borbone-Due Sicilie, Principessa di Napoli, infanta di Spagna (24/10/1804 - 29/1/1844) –  (Moglie dell'infante Francesco di Paola di Borbone-Spagna)
66. Luigi di Borbone, infante di Spagna (1850 - 1850) –  (Figlio della regina Isabella II)
67. Maria Cristina di Borbone, infanta di Spagna (5/1/1854 - 7/1/1854) –  (Figlia di Isabella II)
68. Ferdinando Maria di Borbone, infante di Spagna (15/4/1832 - 17/7/1854) –  (Figlio dell'infante Francesco di Paola di Borbone-Spagna)
69. Margherita di Borbone, infanta di Spagna (23/9/1855 - 24/9/1855) –  (Figlia di Isabella II)
70. Maria de la Regla d'Orléans, infanta di Spagna (8/10/1856 - 1861) –  (Figlia del principe Antonio d'Orléans)
71. Maria de la Concepción di Borbone (26/12/1859 - 21/10/1861) –  (Figlia di Isabella II)
72. Filippo d'Orléans, infante di Spagna (12/5/1862 - 1864) –  (Figlio di Antonio d'Orléans)
73. Francesco di Paola di Borbone-Spagna, infante di Spagna e Duque de Cádiz (10/3/1794 - 13/8/1865) –  (Figlio di Carlo IV)
74. Francesco d'Assisi Leopoldo di Borbone (24/1/1866 - 14/2/1866) –  (Figlio di Isabella II)
75. Maria Amelia d'Orléans, infanta di Spagna (28/8/1851 - 1870) –  (Figlia di Antonio d'Orléans)
76. Gaetano di Borbone-Due Sicilie, Principe delle Due Sicilie, Conte di Girgenti (12/1/1846 - 26/11/1871) –  (Marito dell'infanta Isabella di Borbone-Spagna)
77. Sebastiano di Borbone-Spagna, infante di Spagna (1811-1875) –  (Figlio dell'infante Pietro Carlo)
78. Maria Cristina d'Orléans, infanta di Spagna (29/10/1852 - 1879) –  (Figlia di Antonio d'Orléans)
79. Maria del Pilar di Borbone-Spagna, infanta di Spagna (4/6/1861 - 5/8/1879) –  (Figlia di Isabella II)
80. Antonio d'Orléans, infante di Spagna, duca di Montpensier (31/7/1824 - 4/2/1890) –  (Figlio del re Luigi Filippo di Francia)
81. Roberta d'Orléans, infanta di Spagna (1890 - 1890) –  (Figlia di Antonio d'Orléans)
82. Luisa Ferdinanda di Borbone-Spagna, infanta di Spagna, Duchessa de Montpensier (30/1/1832 - 2/2/1897) –  (Moglie di Antonio d'Orléans)
83. Luisa Teresa di Borbone-Spagna, infanta di Spagna, Duchessa di Sessa (11/6/1824 - 27/12/1900) –  (Figlia dell'infante Francesco di Paola di Borbone-Spagna)
84. Maria Cristina di Borbone-Spagna, infanta di Spagna (5/6/1833 - 19/1/1902) –  (Figlia dell'infante Francesco di Paola di Borbone-Spagna)
85. Maria de las Mercedes di Borbone-Spagna, infanta di Spagna e Principessa delle Asturie (11/9/1880 - 17/10/1904) –  (Figlia di Alfonso XII)
86. Ferdinando di Borbone-Due Sicilie, infante di Spagna (6/3/1903-4/8/1905) -  (Figlio dell'infanta Maria de las Mercedes di Borbone-Spagna)
87. Ferdinando di Borbone-Battenberg (21/5/1910 - 21/5/1910) –  (Figlio di Alfonso XIII)
88. Maria Teresa di Borbone-Spagna, infanta di Spagna (12/11/1882 - 23/9/1912) –  (Figlia di Alfonso XII)
89. Maria del Pilar di Baviera, infanta di Spagna (15/9/1912 - 9/5/1918) –  (Figlia dell'infanta Maria Teresa di Borbone-Spagna)
90. Antonio d'Orléans, infante di Spagna, duca di Galliera (1866-1930) –  (Figlio di Antonio d'Orléans)
91. Gonzalo di Borbone-Spagna, infante di Spagna (24/10/1914 - 13/8/1934) –  (Figlio di Alfonso XIII)
92. Alfonso di Borbone-Spagna, Principe de Asturie (10/5/1907 - 6/9/1938) –  (Figlio di Alfonso XIII)
93. María de las Mercedes di Borbone, infanta di Spagna (1911-1953) –  (Figlia dell'infanta Maria Teresa di Borbone-Spagna)
94. Alfonso Cristiano di Borbone-Spagna, infante di Spagna (3/10/1941 - 29/3/1956) –  (Fratello del re Juan Carlos I)
95. Eulalia di Borbone-Spagna, infanta di Spagna, Duchessa di Galliera (12/2/1864 - 8/3/1958) –  (Figlia di Isabella II)
96. Alfonso Maria di Borbone-Due Sicilie, infante di Spagna (1901-1964) –  (Figlio dell'infanta Maria de las Mercedes di Borbone-Spagna)
97. José Eugenio di Baviera, infante di Spagna (1909-1966) –  (Figlio dell'infanta Maria Teresa di Borbone-Spagna)
98. Giacomo Enrico di Borbone-Spagna, infante di Spagna e Duca di Segovia (23/6/1908 - 20/3/1975) –  (Figlio di Alfonso XIII)
99. Luigi Alfonso di Baviera, infante di Spagna (1906-1983) –  (Figlio dell'infanta Maria Teresa di Borbone-Spagna)
100. Isabella Alfonsa di Borbone-Due Sicilie, infanta di Spagna (16/10/1904 - 18/7/1985) –  (Figlia dell'infanta Maria de las Mercedes di Borbone-Spagna)
101. Carlo Maria di Borbone-Due Sicilie, infante di Spagna (16/1/1938 - 5/10/2015) –  (Nipote dell'infanta Maria de las Mercedes di Borbone-Spagna)

Gli infanti di Spagna hanno anch'essi il loro proprio pudridero, dove attualmente si trovano i resti dell'infante Giacomo Enrico di Borbone (zio paterno del re Juan Carlos), di don Luigi di Baviera (cugino) e di doña Isabella Alfonsa di Borbone (nipote di Alfonso XIII).